# Terra sigillata

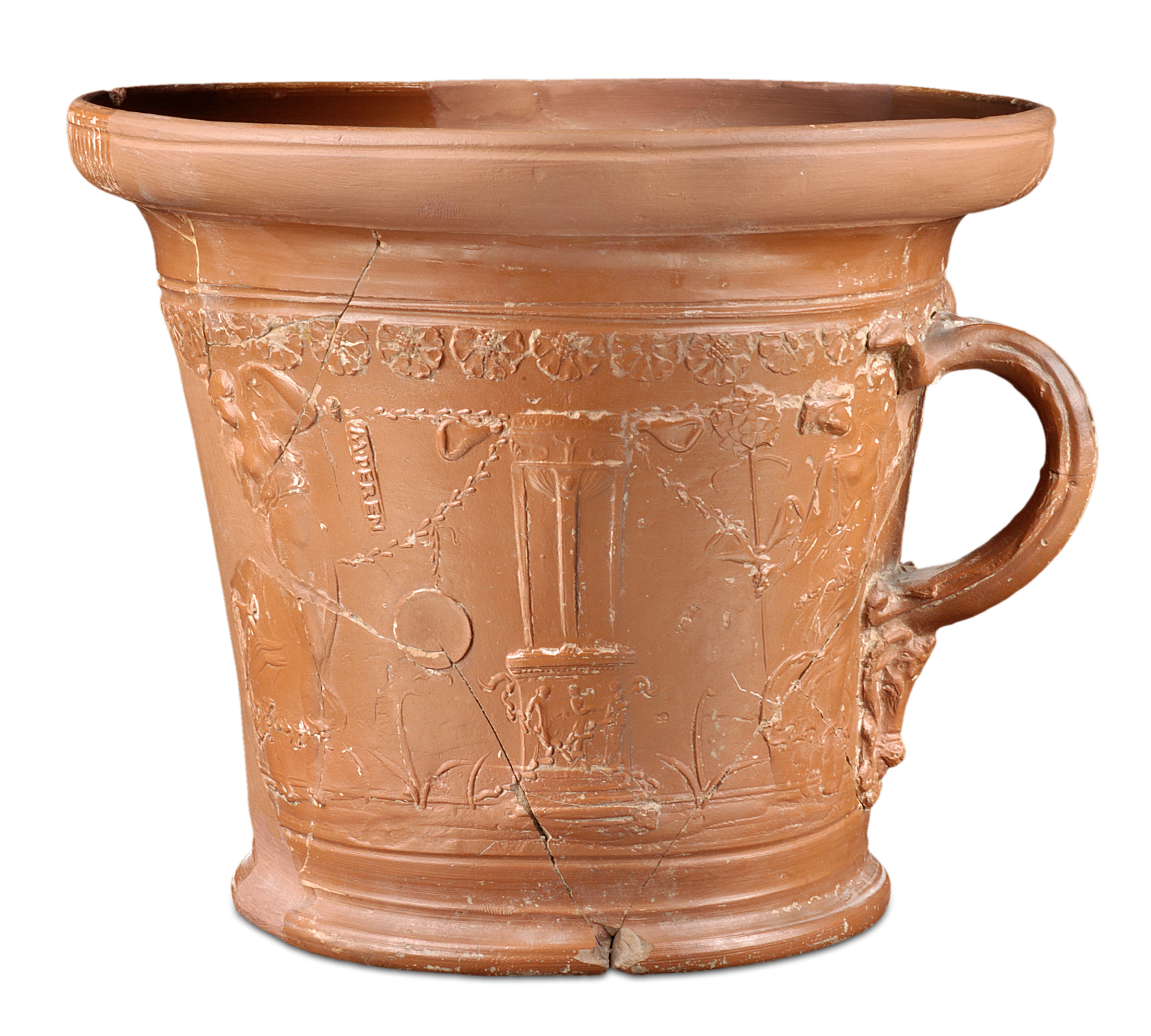
Vas de terra sigillata itàlica decorada amb escena dionisíaca amb mènades

Sigillata i terra sigillata (TS) són un terme i una expressió llatina que signifiquen "terra (o ceràmica) segellada". Es refereix a la producció d'uns vasos de ceràmica fets amb motlle a l'antiga Roma i segellats pel ceramista. Eren d'un color marró vermellós brillant i disposaven de relleu. La cronologia d'aquestes produccions abasta des del segle i aC fins a mitjan segle iii aproximadament.
A l'Arezzo, Itàlia hi hagué una primerenca producció, l'anomenada sigillata aretina (~30-25 aC). Normalment es tendeix a dividir la producció en tres tipus, per zones de procedència i clarament diferenciables: TS itàlica, sudgàlica i hispànica (TSH). Un quart tipus podrien ser les produccions denominades TS africana, amb una cronologia posterior i imitant a aquestes produccions anteriors.